# ناحیه الین، شهرستان دارک، اوهایو
شهرستان الین، بخش دارک، اوهایو (به انگلیسی: Allen Township, Darke County, Ohio) یک منطقهٔ مسکونی در ایالات متحده آمریکا است که در اوهایو واقع شده‌است.

## خصوصیات
شهرستان الین ۷۵٫۰ کیلومترمربع مساحت و ۱٬۱۵۸ نفر جمعیت دارد و ۳۱۸ متر بالاتر از سطح دریا واقع شده‌است.